# Nina Menkes
Nina Menkes es una cineasta independiente de Estados Unidos.  Entre sus películas están The Great Sadness of Zohara (1983), Magdalena Viraga (1986), Queen of Diamonds (1991), The Bloody Child (1996), "Massacre (Massaker)" (2005), Phantom Love (2007), Dissolution ( 2010) y el documental "Manipulación: Sexo-Cámara-Poder" (Brainwashed: Sex-Camera-Power) (2022) sobre la representación de las mujeres por Hollywood y en general por la industria del cine y como afecta esta representación en la identidad y los deseos de las personas. Menkes es profesora en el Instituto de Artes de California en Santa Clarita, California .  Ha donado copias de varias de sus obras al Archivo de Cine de la Academia . 

## Biografía
Menkes nació en Ann Arbor, Míchigan : 82  sus padres fueron judíos europeos que huyeron de la persecución nazi. Se crio en Berkeley, California. En 1977, se  graduó en la Universidad de California en Berkeley, : 202  y en 1987 finalizó una Maestría en Bellas Artes en la Universidad de California en Los Ángeles . : 82  De 1985 a 1989 fue profesora en el departamento de cine de la Universidad Estatal de California, Northridge, y posteriormente, desde 1990, en el Instituto de las Artes de California en Santa Clarita siendo profesora adjunta de cine en la Universidad del Sur de California. : 82 

## Obra
- A Soft Warrior, 1981, corto de once minutos [1]
- The Great Sadness of Zohara, 1983, presentado por primera vez en el Teatro Melnitz de la Universidad de California, Los Ángeles, en 1984, en el Festival Internacional de Cine de Edimburgo y el Festival Internacional de Cine de Mannheim. En 1984, recibió un premio especial del jurado en el Festival Internacional de Cine de San Francisco y la medalla de plata en el Festival Internacional de Cine de Houston [3]: 82 [1]
- Magdalena Viraga: Story of A Red Sea Crossing, 1986, una filmación en 16 mm con planos fijos, personajes hieráticos, monólogos inconexos a cámara y una historia narrada fragmentariamente: un burdel cerca de la frontera mexicana, una prostituta que sufre en cada coito con los clientes, el callado amor con una compañera de infortunio. La mujer es acusada de asesinato.[6] La película se estrenó en los Film and Television Archives de la Universidad de California, Los Ángeles, y ganó el Premio a la Mejor Película Experimental Independiente de la Asociación de Críticos de Cine de Los Ángeles ; fue presentada en el Festival du Nouveau Cinéma en Montreal en 1986 y 1987, y en el Festival Internacional de Cine de Toronto y la Bienal de Whitney en 1987. [3]: 83
- Queen of Diamonds, 1990, proyectada por primera vez en 1991 en el Festival de Cine de Sundance en Park City, Utah, y en 1992 en el Festival Internacional de Cine de Múnich . [3]: 83  Tinka Menkes interpreta el papel de crupier en un casino del desierto. [7] Fue restaurada por la The Film Foundation y el Academy Film Archive en 2018, y se exhibió en el AFI Fest en noviembre de ese año. [7][2]
- The Bloody Child, 1996, se basó en un asesinato; fue la última película que Menkes y su hermana Tinka hicieron juntas, y la última película que hizo en una década. [1]
- Massacre ( Massaker ), 2005: con los codirectores Monika Borgmann, Lokman Slim, Hermann Theissen[8]
- Amor fantasma, 2007 [9][10]
- Dissolution ( Hitparkut ), 2010, filmada en blanco y negro y ambientada en Israel.[11] [1][12][9]

- Brainwashed: Sex-Camera-Power (2022), (es: Manipulación: sexo-cámara-poder) documental sobre las decisiones en los planos elegidos y mostrados en el cine y su conexión con una mirada patriarcal que cosifica y convierte en objetos a las mujeres.  Se incluye entrevistas con cineastas y activistas como Catherine Hardwicke, Eliza Hittman, Joey Soloway, Julie Dash, Laura Mulvey, Penelope Spheeris y Maria Giese.[13]

## Manipulación: sexo-cámara-poder
En marzo de 2017 fue invitada a la Academia de Cine y Televisión de Barlín DFFB para proyectar su trabajo y dar una clase magistral decidió en vez de hablar de su propio trabajo introducir los elementos de la charla “Género y poder en el diseño de planos: cine tradicional y más allá” que solía dar a su alumnado en la facultad de cine de cine y vídeo CalArts. A su regreso dio la charla en Provincetown en la Women's Media Summit comprobó que el tema interesaba también a mujeres profesionales que se enfrentan al problema de la industria a diario, ha explicado en entrevistas. En octubre de 2017 escribió un artículo de opinión sobre el caso Harvey Weinstein sobre acoso sexual y discriminación en el empleo, que resultó el más leído del año para la revista. En 2018 presentó en Sundance la charla visual "Sexo y poder, el lenguaje visual de la opresión" exponiendo las técnicas cinematográficas sistémicas que reporducen la mirada de las mujeres en el cine convirtiéndolas, según denuncia Menkes, en objetos. También la presentó en otros festivales entre ellos el Festival de Cine de Cannes en Cannes y el Festival de Cine de Sundance en Park City, Utah .  Finalmente de ahí surgió el documental presentado en 2022 Brainwashed: Sex-Camera-Power, Manipulación: sexo-cámara-poder un trabajo que incluye 175 fragmentos de película, editado con Ceily Rhett, que según señala Menkes no pretende profundizar en la teoría del cine e incluir una "visión equlibrada" sino mostrar de manera "deliberadamente simple" "los 120 años de mirada masculina sobre nuestras espaldas".  "Todo el equipo que armó la película la vimos como un tema de conversación. No se suponía que fuera la versión definitiva de la representación de la mujer en el cine. No va a responder a las esperanzas y deseos de todo el mundo al hacer eso. Es un iniciador de conversación".
Brainwashed: Sex-Camera-Power se estrenó en el Festival de Cine de Sundance, y se ha presentado diversos festivales como en la Berlinale en el Festival Internacional de Cine de JEONJU, en el Festival Internacional de Cine de Beldocs

## Premios y reconocimientos
Menkes es académica del American Film Institute desde 1991. En 1992 recibió una beca Guggenheim. : 82   En 1993 fue artista residente en Berlín bajo el Programa de Artistas en Berlín del DAAD . : 82 
Trabajos nominados y premiados
- 1986, Asociación de Críticos de Cine de Los Ángeles, Premio de Cine y Video Independiente / Experimental para Magdalena Viraga
- 2005, Festival Internacional de Cine de Berlín, Premio FIPRESCI de Panorama por Massaker[22]
- 2007, Festival Mundial de Cine de Bangkok, Premio Especial del Jurado por Phantom Love [23]
- 2010, Festival de Cine de Jerusalén, Premio Anat Pirchi al Mejor Drama por Hitparkut .[24]
- 2019, premio a la trayectoria en el Festival Internacional de Cine de Mar del Plata, donde también se mostró una completa retrospectiva de su obra.[25] [26]

Dos de las películas de Menkes, Magdalena Viraga y Queen of Diamonds, son conservadas por el Academy Film Archive, en 2012 y 2019, respectivamente.